# Ініціатива «Захист дітей в Інтернеті»
Захист дітей в Інтернеті (англ. Child Online Protection, COP) – це ініціатива, розпочаткована Міжнародним союзом електрозв'язку (англ. International Telecommunication Union) у листопаді 2008 року в рамках Глобальної програми з кібербезпеки (англ. Global Cybersecurity Agenda, GCA). Ця ініціатива була підтримана Генеральним секретарем Організації Об'єднаних Націй та кількома міжнародними організаціями. 
«COP є міжнародною спільною мережею для захисту дітей у всьому світі від загроз в  кіберпросторі шляхом забезпечення проведення юридичних, технічних та організаційних заходів».
У 2005 році Всесвітній саміт з інформаційного суспільства ухвалив Туніський порядок денний, який спеціально закликав до гарантій в рамках ІКТ-середовища «включення регуляторних, саморегулівних та інших ефективних політик та механізмів захисту дітей та молоді від зловживання та експлуатації через ІКТ», «інтегруючи їх» у національні плани дій та е-стратегії».

Починаючи цю ініціативу, МСЕ брав до уваги те, що у сучасну інформаційну епоху актуалізувалася проблема безпеки в Інтернеті, у першу чергу – безпечного використання Інтернету дітьми. Діти мають специфічні потреби та вразливості стосовно безпеки в Інтернеті порівняно з дорослими. Діти витрачають все більшу кількість часу на роботу в Інтернеті та комп'ютерні ігри. Соціальні мережі теж значно впливають на поведінку дітей. Часто батьки не обізнані про те, що діти розміщують свою персональну інформацією під час використання соціальних мереж, що робить дітей вразливими для онлайн-нападів.
Для вирішення цих проблем багато країн організовують інформаційні кампанії, спрямовані на просвіту стейкхолдерів: представників державних установ, бізнесу та громадянського суспільства, вчителів, батьків та дітей, окремих громадян тощо для виявлення потенційних проблем та розуміння їх прав і обов'язків із формування безпечного кіберпростору для дітей.

## Цілі
Основними завданнями COP є:
- визначення ризиків та вразливостей для дітей в кіберпросторі;
- проведення просвітницьких заходів щодо підвищення обізнаності серед політиків, бізнесу, батьків та вихователів, а також дітей;
- розробка практичних інструментів, які допоможуть мінімізувати ризики;
- обмін знаннями та найкращим досвідом.[2]

## Ключові сфери ініціативи COP
COP застосовує цілісний підхід до заохочення безпеки в Інтернеті, розробляючи стратегії, що охоплюють п'ять ключових сфер:
- Юридичні заходи;
- Технічні та процедурні заходи;
- Діяльність організаційних структур
- Нарощування безпекового потенціалу
- Міжнародне співробітництво

### Юридичні заходи
Комплексне законодавство визнається важливим інструментом для сприяння створенню сприятливого та безпечного Інтернет-середовища для дітей та молоді. COP відстежує підходи, прийняті в різних країнах з різними правовими системами, і виробляє керівні принципи, спрямовані на допомогу державам-членам досягти своїх цілей.

### Технічні та процедурні заходи
COP розробляє ключові рекомендації та стандарти для підтримки захисту дітей в Інтернеті для всіх ключових зацікавлених сторін.
COP розроблені керівництва:
- Рекомендації для дітей щодо захисту дітей в Інтернеті [5] ; [6]
- Рекомендації для батьків, опікунів та вихователів із захисту дітей в Інтернеті[7] ; [8]
- Рекомендації для промисловості щодо захисту дітей в Інтернеті[9] ; [10]
- Керівництво для розробників політики щодо захисту дітей в Інтернеті [11] ; [12]

### Діяльність організаційних структур
МСЕ створив робочу групу з COP на основі Рішення 179 Повноважної конференції Міжнародного союзу електрозв'язку у 2010 році. 
COP сприяє розбудові типової національної системи, спрямованої на розробку позитивного онлайн-середовища для дітей та молоді. COP сприяє створенню відповідних підрозділів на національному рівні. Розробляються індикатори, які допомагають оцінити прогрес у впровадженні онлайнових ініціатив з захисту прав дитини на глобальному, регіональному та національному рівнях.

### Нарощування безпекового потенціалу
COP підтримує країни у впровадженні відповідних національних рамок та стратегій, організовує стратегічні заходи на регіональному та глобальному рівнях для підтримки цих процесів.

### Міжнародне співробітництво
COP сприяє розвитку глобальної культури цифрового суспільства та забезпечує спільні заходи щодо обміну інформацією з метою усунення або зменшення ризику для дітей та молоді в Інтернеті.

## Партнери
COP створила міжнародну мережу із сприяння захисту дітей в Інтернет шляхом обміну інформацією, надання рекомендацій та розповсюдження відомостей щодо кращих практик стосовно безпечної поведінки в Інтернеті та надання допомоги партнерам у розробці та впровадженні ефективних планів. COP об'єднує партнерів з усіх секторів світової спільноти, щоб забезпечити безпечний і безпечний онлайн-досвід для дітей у всьому світі.
Спільнота COP включає:
- Міжнародні організації
- Інституції громадянського суспільства
- Приватний сектор
- Держави-члени

### Міжнародні організації
- ЮНІСЕФ (англ. United Nations Children's Fund, UNICEF)
- Управління ООН з наркотиків і злочинності (англ. United Nations Office on Drugs and Crime, UNODC)
- Міжрегіональний науково-дослідний інститут ООН з питань злочинності та правосуддя (англ. United Nations Interregional Crime and Justice Research Institute, UNICRI)[14]
- Інститут ООН з досліджень проблем роззброєння (англ. United Nations Institute for Disarmament Research, UNIDIR)[15]
- Європейська комісія – Програма безпечного Інтернету Європейської Комісії (European Commission's Safer Internet Programme)
- Інтерпол (англ. International Criminal Police Organization, Interpol)
- Агентство Європейського Союзу з питань мережевої та інформаційної безпеки (англ. European Network and Information Security Agency, ENISA)
- Інсейф (англ. Insafe)
- Організація телекомунікацій (англ. Commonwealth Telecommunications Organisation, CTO)Commonwealth Telecommunications Organisation [Архівовано 16 травня 2022 у Wayback Machine.]
- Ініціатива боротьби з кіберзлочинністю (англ. Commonwealth Cybercrime Initiative, CCI)[16]

## Регіональний семінар МСЕ в Україні (2018)
Міжнародним союзом електрозв'язку разом з Одеською національною академією зв'язку ім. О.С. Попова був проведений регіональний семінар МСЕ для країн Європи та СНД «Кибербезпека і захист дитини в онлайн-середовищі» в Одесі  ; 
Семінар був присвячений таким актуальним питанням:
- Роль урядів і міжнародних організацій в області кібербезпеки і захисту дитини в онлайн середовищі;
- Розробка національних стратегій кібербезпеки;
- Організаційні та технічні інструменти кібербезпеки;
- Стратегічні і регуляторні механізми захисту дітей в онлайн середовищі;
- Організаційні та технічні інструменти захисту дитини в онлайн середовищі;
- Нарощування потенціалу в області кібербезпеки;
- Вимірювання кібербезпеки.

Одеською національною академією зв'язку ім. О.С. Попова у 2015 році розроблений Мультимедійний навчальний дистанційний курс безпечного користування ресурсами мережі Інтернет